# Carol Gluck
Pour les articles homonymes, voir Gluck (homonymie).
Carol Gluck (née le 12 novembre 1941 à Chicago, Illinois ) est une universitaire et japonologue américaine. Elle est professeur d'histoire à l'université Columbia.

## Biographie

### Jeunesse et études
Carol Gluck est titulaire d'un Bachelor of Arts de du Wellesley College en 1962, ainsi que d'un doctorat de l'université Columbia en 1977.

### Parcours professionnel
Elle a été professeur invitée à l'Université de Tokyo, à l'Université « Ca' Foscari » de Venise, à l'université Harvard et à l'École des hautes études en sciences sociales à Paris. Elle enseigne à l'université Columbia.
Gluck dirige le programme des études de l'Est asiatique au sein du Weatherhead East Asian Institute (en).

## Publications (sélection)

### Ouvrages
- 2013 - Thinking with the Past: Japan and Modern History. Berkeley : University of California Press.
- 2009 - Words in Motion codirigé avec Anna Tsing. Durham, North Carolina : Duke University Press.
- 2007 - Rekishi de kangaeru (Thinking with History). Tokyo : Iwanami
- 1997 - Asia in Western and World History: A Guide for Teaching codirigé avec Ainslie Embree. Armonk, New York: M. E. Sharpe.
- 1992 - Showa: the Japan of Hirohito. New York: W. W. Norton & Company.
- 1985 - Japan's Modern Myths: Ideology in the Late Meiji Period. Princeton : Princeton University Press.
- forthcoming - Past Obsessions: World War Two in History and Memory. New York : Columbia University Press.

### Articles
- Meiji and Modernity: From History to Theory, dans Intrecci Culturali ed. Rosa Caroli (Venise, 2009)
- Ten Top Things to Know About Japan in the Early Twentieth Century, Education About Asia (hiver 2008).

## Affiliations
- Académie américaine des arts et des sciences
- Société américaine de philosophie

## Honneurs et distinctions
- 2006 - Ordre du Soleil levant, Gold Rays with Neck Ribbon
- 2002 - Japan-United States Fulbright Program 50th Anniversary Distinguished Scholar Award

## Source de la traduction
- (en) Cet article est partiellement ou en totalité issu de l’article de Wikipédia en anglais intitulé « Carol Gluck » (voir la liste des auteurs).